# 外貌至上主義 (電視劇)
《外貌至上主義》（英語：Lookism），由權香蘭擔任總製片人，企鵝影視出品、上象娛樂製作，張大大、朴所羅門領銜主演，王子璇、李玉璽、王莫涵、莊森、洪浚嘉、周俐葳、馬振桓主演的服裝設計專業二年級青春校園劇。改編自漫畫《看臉時代》。於2019年9月26日在騰訊視頻播出。講述擁有了兩具迥然不同的身體，一具是原先胖的自己，另一具則是顏值爆表的完美男神，當一副身體清醒另一副則會進入睡眠狀態，當帥氣身體原本的主人Kris逐漸甦醒，謎團將被慢慢解開。

## 播出時間
| 頻道     | 所在地                                            | 播映日期      | 播出時間           | 備註                     |
| -------- | ------------------------------------------------- | ------------- | ------------------ | ------------------------ |
| 騰訊視頻 | 中国大陆                                          | 2019年9月26日 | 每週四至週六 20:00 | 更新兩集，會員提前看下周 |
| WeTV     | - 臺灣 - 泰國 - 越南 - 菲律賓 - 印度 - 印度尼西亞 | 2019年9月26日 | 每週四至週六 20:00 |                          |

## 演員列表

### 主要演員
| 演員     | 角色                         | 介紹 |
| 張大大   | 拓文帥                       | 拥有两幅身体的人，服裝設計專業二年級學生。由奶奶撫養長大的胖子，因為體重高、顏值低一直受到彭虎的欺辱，極度自卑。轉學後的胖文帥遭遇網絡暴力選擇輕生，但那夜，他不但沒有喪生，反而擁有了另外一副完美帥氣的外表，自此，胖文帥過上了雙面人生，在新的城市慢慢結交一群朋友，解開自卑的心結。 |
| 朴所羅門 | 拓文帥                       | 體內有兩個靈魂，平日里以胖文帥的靈魂與人交往，後期 Kris 的靈魂蘇醒。帥氣、高挑的外表引得女生連連尖叫，長期健身的體態，脫衣有肉，穿衣又瘦。內心藏著胖文帥自卑、怯懦的心。後期因獲得友情、對女主的愛而逐漸堅定。                                                                         |
| 朴所羅門 | Kris Vaille Lee(Kris)/李民浩 | 冷酷、国外成长，说一口流利的英文。是个神秘人物，打手。和胖文帅完全相反，彭虎在他眼里就是只野猫。这世上似乎没有什么可以让他害怕的事情，面对敌人时是没有温度的杀手，但面对朋友时又让人感到这个杀手不太冷。                                                                               |

### 其他演員
| 演員     | 角色   | 介紹 |
| 王子璇   | 陶巧   | 服装设计专业二年级学生。在这个人人看脸的时代，陶巧是一个特立独行的“反外貌主义者”。尽管自己拥有着人见人爱的出众外表，她偏偏对美丽的事物“过敏”。三年前，陶巧是一个胖姑娘，靠着运动和饮食控制，陶巧终于蜕变。凭借着天生的经商头脑和坚强个性撑起一个家。 |
| 李玉璽   | 顾齐光 | 服装设计专业二年级学生。富家公子，心地善良，心思细腻，多金帅气的学霸。私生子的身份使他一直活在阴影中，从不抛头露面参加任何社会活动，更被安排进入学校就近监视控制，因此造成了他沉默寡言，独来独往的性格。顾齐光一直默默帮助、鼓励、照顾着拓文帅。     |
| 王莫涵   | 苏梦琪 | 服装设计专业二年级学生。陶巧的闺蜜，外貌柔弱、性格温婉，擅长编织之类的手工活。在她心中，天不怕地不怕的陶巧就是遮风挡雨的大树，而她自幼胆小，总是爱哭鼻子的那个。                                                                                     |
| 莊森     | 李振成 | 服装设计专业二年级学生。身高 178cm ，体型精瘦，皮肤黝黑。心中存有江湖侠道，锄强扶弱行侠仗义。 |
| 洪浚嘉   | 瓦斯科 | 影像设计专业二年级学生中泰混血的肌肉男，尽管眼神凌厉、外表略显凶狠，但本质彬彬有礼及严明守纪的男子汉，具有正直、仁爱和侠义精神。成立了火焰冲拳社团，瓦斯科的拳击必杀绝技是按碎肩膀，成了学校里惩恶扬善的正义使者。                                   |
| 周俐葳   | 何娜   | 时尚设计专业二年级学生。身高 168cm ，面容甜美，拥有36D 的魔鬼身材。自小就有明星梦，聪明善于利用自己的优势。何娜与陶巧不仅是同班同学，也是“亦敌亦友”的关系。                                                                                          |
| 馬振桓   | 陳虎彬 | 吴安娜的模特；藝人 |
| 馬大明   | 彭虎   | |
| 鄧智元   | 張志浩 | |
| 管轩     | 吴博士 | |
| 傅晓娜   | 奶奶   | |
| 祝雨辛   | 魏校长 | |
| 苑子艺   | 吴安娜 | |
| 李昂     | 白经理 | |
| 馬剑越   | 班主任 | |
| 郭锋     | 卢会长 | |
| 宋美娜   | 陶喜   | |
| 辣目洋子 | 思萌   | |
| 王冠男   | 姜秘书 | |
| 闺艺泷   | 追蹤者 | |
| 胡貹锋   | 跟蹤狂 | |
| 王天宇   | 胡三筒 | |
| 岳超     | 江导演 | |
| 刘振     | 经纪人 | |
| 王程     | 何娜爸 | |

## 電視原聲帶
| 曲序 | 曲目                    |                                | 作曲                   | 编曲                   | 演唱            |
| ---- | ----------------------- | ------------------------------ | ---------------------- | ---------------------- | --------------- |
| 1.   | 外貌至上主義（LOOKISM） | 程均揚、MADEBY                 | MADEBY                 | MADEBY                 | 程均揚（KICCC） |
| 2.   | HERO                    | ISAAC、金知恩、金兌映、李相昱  | 金知恩、金兌映、李相昱 | 金知恩、金兌映、李相昱 | ISAAC           |
| 3.   | 暮色時（HOME）          | 金賢佑                         | 金賢佑                 | 金賢佑                 | 權明            |
| 4.   | 熱戀進行指南（U）       | 王莫涵、趙方舟、金承右、尹秀晶 | 金承右、尹秀晶         | 金承右                 | 王莫涵          |
| 5.   | 四月煙火（TRAIN）       | MADEBY                         | MADEBY                 | MADEBY                 | 熊威、王莫涵    |
| 6.   | TOUCH                   | 韓尚敬、萬姍                   | 韓尚敬                 | 韓尚敬                 | 馬振桓          |
| 7.   | CRASH                   | 朴峻秀、Z-HIGH、朴智佑         | 朴峻秀、Z-HIGH         | 朴峻秀、Z-HIGH         | 俞更寅          |
| 8.   | 只是朋友                | 李玉璽                         | 李玉璽                 |                        | 李玉璽          |

## 外部連結
- 外貌至上主義的新浪微博
- 豆瓣电影上《外貌至上主義》的資料 （简体中文）
- WeTV - 外貌至上主義（页面存档备份，存于）